# هالانديل بيتش
هالانديل بيتش (بالإنجليزية: Hallandale Beach)‏ هي مدينة أمريكية تقع في ولاية فلوريدا. ويبلغ عدد سكانها 37113 نسمة حسب إحصاء سنة 2010 م .

## أعلام
- ليني بيكر
- دافين جوزيف
- أوسكار دبليو. ريتشي
- لورانس غوردون
- فرانكي هاموند